# Marija od Coucyja
Marija de Coucy (o. 1218. – 1285.) bila je kraljica Škotske. Njezini su roditelji bili Enguerrand III. i Marija de Montmirall. Postala je kraljica udajom za kralja Aleksandra II. s kojim je bila majka Aleksandra III. Njezin drugi muž bio je Jean de Brienne. Nisu imali djece.